# Zygfryd Witkiewicz
Zygfryd Witkiewicz (ur. 4 sierpnia 1940 w Zbąszyniu) – pułkownik Wojska Polskiego, profesor nauk chemicznych. Zajmuje się analizą, szczególnie chromatograficzną, zanieczyszczeń środowiska i bojowych środków trujących.
W 1958 roku ukończył Liceum Ogólnokształcące w Wolsztynie. W latach 1958–1961 studiował w Oficerskiej Szkole Wojsk Chemicznych w Krakowie. Przez dwa kolejne lata był podporucznikiem w 23 Kompanii Chemicznej w Międzyrzeczu. W latach 1963–1968 studiował w Wojskowej Akademii Technicznej w Warszawie, gdzie następnie pracował i uzyskał tytuł profesora w 1987 roku.
Obecnie jest profesorem zwyczajnym w Wojskowej Akademii Technicznej. Pracował również na Uniwersytecie Jana Kochanowskiego w Kielcach. Jest wiceprzewodniczącym Rady Naukowej Centralnego Ośrodka Badawczo-Rozwojowego Aparatury Badawczej i Dydaktycznej oraz członkiem Komitetu Chemii Analitycznej Polskiej Akademii Nauk.